# Sycylijczyk (powieść)
Sycylijczyk (ang. The Sicilian) – książka amerykańskiego pisarza pochodzenia włoskiego, Maria Puzo, która ukazała się po raz pierwszy w 1984 w Stanach Zjednoczonych. W książce pojawia się Michael Corleone, jeden z głównych bohaterów Ojca chrzestnego, najsłynniejszej powieści Mario Puzo.

## Opis
Wydarzenia mają miejsce w 1950 roku, pod koniec dwuletniego pobytu Michaela Corleone na Sycylii. Jest to historia legendarnego sycylijskiego bandyty Salvatore Guiliano i jego potyczek z lokalnym Capo di tutti Capi, Don Croce Malo. Vito Corleone powierzył Michaelowi misję eskortowania Guiliano do Ameryki.
Książka jest oparta na prawdziwej historii sycylijskiego bandyty Salvatore Giuliano (autor zmienił tylko kolejność liter w nazwisku).

## Bohaterowie
W książce przedstawiono kilka postaci, które mają znaczący wpływ na historię. Część z nich jest oparta na prawdziwych osobach.
- Salvatore Guiliano – legendarny bandyta. Poczęty w Ameryce, ale urodzony w Sycylijskiej wiosce Montelepre. Turi Guiliano jest wysokim, przystojnym, młodym mężczyzną żyjącym jak normalni ludzie. Jest uwielbianym przez przyjaciół i rodzinę, oraz innych mieszkańców miasteczka. Wszyscy nazywają go Turi. Dzień po lokalnym festynie podczas przemycania jedzenia i picia na wesele siostry, Guiliano wraz ze swoim przyjacielem z dzieciństwa, Aspanu Pisciotta, zostają zatrzymani przez włoską policję, i po tym, jak zostaje postrzelony przez sierżanta, Guiliano zabija go jednym strzałem z pistoletu. Przy pomocy Pisciotty, ranny Guiliano ucieka do pobliskiego klasztoru, gdzie opiekuje się nim jeden z ojców, Abbot Manfriedi, jednocześnie ochraniając go przez policją. Przy pomocy doktora powraca on do zdrowia. Po opuszczeniu klasztoru, Guiliano decyduje się na życie bandyty, tworzy bandę, z którą będzie przez najbliższe lata mieszkał w górach, stanie się wielką legendą oraz zyska ogromną reputację mieszkańców całej Sycylii. Guiliano okradał bogatych mieszkańców i połowę łupów rozdawał biednym mieszkańcom, którzy okrzyknęli go swoim bohaterem. Z czasem, gdy jego reputacja rośnie, zaczyna go ścigać włoski rząd, który formuje specjalne siły mające go złapać. Jednakże miejscowy Capo di Capi, Don Croce Malo, którego interesy i wpływy zostały nadszarpnięte przez działania Guiliana i jego bandy, chce go przeciągnąć na swoją stronę. Pod koniec książki Guiliano zostaje zdradzony przez swoją „prawą rękę” i przyjaciela z dzieciństwa, Aspanu Pisciottę, który zabija go w górach, w ruinach jednej ze świątyń pozostałych po Grekach.

- Michael Corleone – syn sławnego Vito Corleone i przyszła głowa rodziny. Pod koniec dwuletniego pobytu na Sycylii Michael dostaje zadanie od ojca, aby eskortował Turi’ego Guiliano do Ameryki. Kiedy Michael dowiaduje się, kim dokładnie jest Turi, pragnie go jak najszybciej poznać, ale zanim udaje mu się z nim spotkać Guiliano ginie.

- Don Croce Malo – posiadający wielką władzę Capo di tutti Capi, który panuje nie tylko na Sycylii, ale także w Rzymie, mając w kieszeni włoski rząd. Jako wprawny negocjator Croce szybko rośnie w siłę i staje się przywódcą mafii. Jednak gdy Turi zaczyna mieszać w jego imperium, jest wściekły, że nie może nic zrobić. Kiedy Guiliano zabija sześciu bossów i poważnie nadwyręża interesy Dona, Croce podejmuje decyzję zabicia Guiliana. Udaje mu się przekonać Aspanu Pisciottę, aby zdradził najlepszego przyjaciela, Guiliana, którego Pisciotta zabija w ruinach greckiej budowli. Po śmierci Guiliana władza Don Croce rośnie i znowu rządzi całą Sycylią.

- Gaspare „Aspanu” Pisciotta – Przyjaciel z dzieciństwa i kuzyn Salvatore Guiliana. Chytry, chudy i zarazem przystojny, młody mężczyzna chorujący na gruźlicę. Był najbliższym i najbardziej zaufanym współpracownikiem Turi’ego, który zawierzył mu swoje życie. Z czasem, gdy sława i reputacja Guiliana rośnie, Pisciotta czuje się coraz mniej znaczący, i często ignorowany przez Guiliana. Dzięki temu Don Croce udaje się przekonać go, aby zdradził i zabił Turi’ego. Pisciotta zostaje otruty przez Hectora Adonisa, który zostawia przy jego ciele wiadomość „tak skończy każdy kto zdradził Guiliano”.

- Hector Adonis – profesor Uniwersytetu Palermo i ojciec chrzestny Turi’ego Guiliano. Drobny mężczyzna, zawsze elegancko ubrany i bardzo mądry. Kocha i opiekuje się swoim chrześniakiem Guilianem, którego za młodu uczył literatury oraz któremu często przynosi nowe książki do czytania podczas pobytu w górach. Pogrążony w smutku po śmierci Guiliana, Adonis mści się na mordercy, Pisciottcie, któremu podaje truciznę, zostawiając przy ciele notkę „tak skończy każdy kto zdradził Guiliano”.

## Adaptacja filmowa
W 1987 roku został nakręcony film na podstawie powieści Sycylijczyk. Reżyserem filmu był Michael Cimino, a rolę Salvatore Guiliano zagrał Christopher Lambert. jednakże z powodu praw autorskich w filmie nie pojawiają się Michael Corleone oraz Peter Clemenza.